# Tremag
Tremag Tulcea este o companie producătoare de materiale de construcții din România.
Principalele produse realizate sunt cărămizi magnezitice arse, cărămizi magnezio-cromitice arse, cărămizi cromo-magnezitice arse, cărămizi magnezio-spinelice, mase și mortare și refractare.
Societatea realizează 70% din producția internă de materiale refractare, asigurând acoperirea a 40% din necesarul intern.
Acțiunile companiei sunt tranzacționate la Bursa de Valori București (BVB), la categoria nelistate.
Cifra de afaceri în 2005: 20 milioane lei